# Saussay (Eure i Loir)
Saussay és un municipi francès, situat al departament de l'Eure i Loir i a la regió de Centre – Vall del Loira. L'any 2007 tenia 1.053 habitants.

## Demografia

### Població
El 2007 la població de fet de Saussay era de 1.053 persones. Hi havia 417 famílies, de les quals 107 eren unipersonals (44 homes vivint sols i 63 dones vivint soles), 115 parelles sense fills, 163 parelles amb fills i 32 famílies monoparentals amb fills.
La població ha evolucionat segons el següent gràfic:
Habitants censats

### Habitatges
El 2007 hi havia 478 habitatges, 425 eren l'habitatge principal de la família, 29 eren segones residències i 23 estaven desocupats. 448 eren cases i 27 eren apartaments. Dels 425 habitatges principals, 355 estaven ocupats pels seus propietaris, 59 estaven llogats i ocupats pels llogaters i 12 estaven cedits a títol gratuït; 2 tenien una cambra, 20 en tenien dues, 80 en tenien tres, 114 en tenien quatre i 209 en tenien cinc o més. 343 habitatges disposaven pel capbaix d'una plaça de pàrquing. A 173 habitatges hi havia un automòbil i a 214 n'hi havia dos o més.

### Piràmide de població
La piràmide de població per edats i sexe el 2009 era:
| Homes | Edats   | Dones |
| ----- | ------- | ----- |
| 0     | 95 o +  | 0     |
| 0     | 90 a 94 | 4     |
| 4     | 85 a 89 | 20    |
| 4     | 80 a 84 | 4     |
| 16    | 75 a 79 | 20    |
| 20    | 70 a 74 | 20    |
| 12    | 65 a 69 | 20    |
| 28    | 60 a 64 | 16    |
| 20    | 55 a 59 | 28    |
| 36    | 50 a 54 | 28    |
| 32    | 45 a 49 | 28    |
| 40    | 40 a 44 | 40    |
| 32    | 35 a 39 | 40    |
| 32    | 30 a 34 | 28    |
| 36    | 25 a 29 | 44    |
| 44    | 20 a 24 | 32    |
| 36    | 15 a 19 | 36    |
| 36    | 10 a 14 | 48    |
| 32    | 5 a 9   | 32    |
| 20    | 0 a 4   | 20    |

## Economia
El 2007 la població en edat de treballar era de 706 persones, 522 eren actives i 184 eren inactives. De les 522 persones actives 480 estaven ocupades (270 homes i 210 dones) i 42 estaven aturades (16 homes i 26 dones). De les 184 persones inactives 64 estaven jubilades, 61 estaven estudiant i 59 estaven classificades com a «altres inactius».

### Ingressos
El 2009 a Saussay hi havia 420 unitats fiscals que integraven 1.062,5 persones, la mediana anual d'ingressos fiscals per persona era de 19.596 €.

### Activitats econòmiques
Dels 79 establiments que hi havia el 2007, 2 eren d'empreses de fabricació de material elèctric, 3 d'empreses de fabricació d'altres productes industrials, 18 d'empreses de construcció, 20 d'empreses de comerç i reparació d'automòbils, 1 d'una empresa de transport, 5 d'empreses d'hostatgeria i restauració, 4 d'empreses financeres, 5 d'empreses immobiliàries, 13 d'empreses de serveis, 1 d'una entitat de l'administració pública i 7 d'empreses classificades com a «altres activitats de serveis».
Dels 31 establiments de servei als particulars que hi havia el 2009, 1 era una oficina bancària, 2 tallers de reparació d'automòbils i de material agrícola, 1 taller d'inspecció tècnica de vehicles, 1 autoescola, 4 paletes, 2 guixaires pintors, 2 fusteries, 5 lampisteries, 3 electricistes, 3 perruqueries, 3 restaurants, 2 agències immobiliàries i 2 salons de bellesa.
Dels 8 establiments comercials que hi havia el 2009, 2 eren supermercats, 1 una fleca, 1 una peixateria, 1 una llibreria, 1 una botiga d'equipament de la llar, 1 una sabateria i 1 una botiga de mobles.
L'any 2000 a Saussay hi havia 3 explotacions agrícoles.

## Equipaments sanitaris i escolars
El 2009 hi havia una escola elemental integrada dins d'un grup escolar amb les comunes properes formant una escola dispersa.

## Poblacions més properes
El següent diagrama mostra les poblacions més properes.